# Comuni del Burgenland

Burgenland in Austria

I comuni del Burgenland sono pari a 171 (i dati relativi alla popolazione si riferiscono al censimento del 2011).

## Lista
| Comune                          | Distretto           | Popolazione |
| ------------------------------- | ------------------- | ----------- |
| Andau                           | Neusiedl am See     | 2 381       |
| Antau                           | Mattersburg         | 746         |
| Apetlon                         | Neusiedl am See     | 1 818       |
| Bad Sauerbrunn                  | Mattersburg         | 2 089       |
| Bad Tatzmannsdorf               | Oberwart            | 1 369       |
| Badersdorf                      | Oberwart            | 298         |
| Baumgarten                      | Mattersburg         | 889         |
| Bernstein                       | Oberwart            | 2 267       |
| Bildein                         | Güssing             | 340         |
| Bocksdorf                       | Güssing             | 808         |
| Breitenbrunn am Neusiedler See  | Eisenstadt-Umgebung | 1 892       |
| Bruckneudorf                    | Neusiedl am See     | 2 766       |
| Burgauberg-Neudauberg           | Güssing             | 1 351       |
| Deutsch Jahrndorf               | Neusiedl am See     | 608         |
| Deutsch Kaltenbrunn             | Jennersdorf         | 1 755       |
| Deutsch Schützen-Eisenberg      | Oberwart            | 1 111       |
| Deutschkreutz                   | Oberpullendorf      | 3 136       |
| Donnerskirchen                  | Eisenstadt-Umgebung | 1 720       |
| Draßburg                        | Mattersburg         | 1 127       |
| Draßmarkt                       | Oberpullendorf      | 1 368       |
| Eberau                          | Güssing             | 1 012       |
| Edelstal                        | Neusiedl am See     | 615         |
| Eisenstadt                      | Eisenstadt-Umgebung | 12 995      |
| Eltendorf                       | Jennersdorf         | 968         |
| Forchtenstein                   | Mattersburg         | 2 845       |
| Frankenau-Unterpullendorf       | Oberpullendorf      | 1 180       |
| Frauenkirchen                   | Neusiedl am See     | 2 831       |
| Gattendorf                      | Neusiedl am See     | 1 196       |
| Gerersdorf-Sulz                 | Güssing             | 1 050       |
| Gols                            | Neusiedl am See     | 3 698       |
| Grafenschachen                  | Oberwart            | 1 257       |
| Großhöflein                     | Eisenstadt-Umgebung | 1 910       |
| Großmürbisch                    | Güssing             | 268         |
| Großpetersdorf                  | Oberwart            | 3 550       |
| Großwarasdorf                   | Oberpullendorf      | 1 467       |
| Güssing                         | Güssing             | 3 764       |
| Güttenbach                      | Güssing             | 936         |
| Hackerberg                      | Güssing             | 364         |
| Halbturn                        | Neusiedl am See     | 1 921       |
| Hannersdorf                     | Oberwart            | 794         |
| Heiligenbrunn                   | Güssing             | 831         |
| Heiligenkreuz im Lafnitztal     | Jennersdorf         | 1 268       |
| Heugraben                       | Güssing             | 229         |
| Hirm                            | Mattersburg         | 958         |
| Horitschon                      | Oberpullendorf      | 1 855       |
| Hornstein                       | Eisenstadt-Umgebung | 2 764       |
| Illmitz                         | Neusiedl am See     | 2 470       |
| Inzenhof                        | Güssing             | 330         |
| Jabing                          | Oberwart            | 756         |
| Jennersdorf                     | Jennersdorf         | 4 249       |
| Jois                            | Neusiedl am See     | 1 446       |
| Kaisersdorf                     | Oberpullendorf      | 595         |
| Kemeten                         | Oberwart            | 1 511       |
| Kittsee                         | Neusiedl am See     | 2 070       |
| Kleinmürbisch                   | Güssing             | 256         |
| Klingenbach                     | Eisenstadt-Umgebung | 1 191       |
| Kobersdorf                      | Oberpullendorf      | 1 914       |
| Kohfidisch                      | Oberwart            | 1 444       |
| Königsdorf                      | Jennersdorf         | 711         |
| Krensdorf                       | Mattersburg         | 620         |
| Kukmirn                         | Güssing             | 1 994       |
| Lackenbach                      | Oberpullendorf      | 1 084       |
| Lackendorf                      | Oberpullendorf      | 592         |
| Leithaprodersdorf               | Eisenstadt-Umgebung | 1 155       |
| Litzelsdorf                     | Oberwart            | 1 144       |
| Lockenhaus                      | Oberpullendorf      | 1 985       |
| Loipersbach im Burgenland       | Mattersburg         | 1 255       |
| Loipersdorf-Kitzladen           | Oberwart            | 1 296       |
| Loretto                         | Eisenstadt-Umgebung | 458         |
| Lutzmannsburg                   | Oberpullendorf      | 887         |
| Mannersdorf an der Rabnitz      | Oberpullendorf      | 1 807       |
| Mariasdorf                      | Oberwart            | 1 198       |
| Markt Allhau                    | Oberwart            | 1 819       |
| Markt Neuhodis                  | Oberwart            | 675         |
| Markt Sankt Martin              | Oberpullendorf      | 1 186       |
| Marz                            | Mattersburg         | 1 978       |
| Mattersburg                     | Mattersburg         | 7 035       |
| Minihof-Liebau                  | Jennersdorf         | 1 115       |
| Mischendorf                     | Oberwart            | 1 705       |
| Mogersdorf                      | Jennersdorf         | 1 146       |
| Mönchhof                        | Neusiedl am See     | 2 286       |
| Mörbisch am See                 | Eisenstadt-Umgebung | 2 325       |
| Moschendorf                     | Güssing             | 412         |
| Mühlgraben                      | Jennersdorf         | 431         |
| Müllendorf                      | Eisenstadt-Umgebung | 1 353       |
| Neckenmarkt                     | Oberpullendorf      | 1 692       |
| Neuberg im Burgenland           | Güssing             | 1 029       |
| Neudorf bei Parndorf            | Neusiedl am See     | 714         |
| Neudörfl                        | Mattersburg         | 4 317       |
| Neufeld an der Leitha           | Eisenstadt-Umgebung | 3 112       |
| Neuhaus am Klausenbach          | Jennersdorf         | 933         |
| Neusiedl am See                 | Neusiedl am See     | 7 005       |
| Neustift an der Lafnitz         | Oberwart            | 751         |
| Neustift bei Güssing            | Güssing             | 520         |
| Neutal                          | Oberpullendorf      | 1 036       |
| Nickelsdorf                     | Neusiedl am See     | 1 608       |
| Nikitsch                        | Oberpullendorf      | 1 446       |
| Oberdorf im Burgenland          | Oberwart            | 1 039       |
| Oberloisdorf                    | Oberpullendorf      | 780         |
| Oberpullendorf                  | Oberpullendorf      | 3 038       |
| Oberschützen                    | Oberwart            | 2 358       |
| Oberwart                        | Oberwart            | 7 157       |
| Oggau am Neusiedler See         | Eisenstadt-Umgebung | 1 803       |
| Olbendorf                       | Güssing             | 1 417       |
| Ollersdorf im Burgenland        | Güssing             | 975         |
| Oslip                           | Eisenstadt-Umgebung | 1 317       |
| Pama                            | Neusiedl am See     | 1 073       |
| Pamhagen                        | Neusiedl am See     | 1 666       |
| Parndorf                        | Neusiedl am See     | 4 170       |
| Pilgersdorf                     | Oberpullendorf      | 1 651       |
| Pinkafeld                       | Oberwart            | 5 489       |
| Piringsdorf                     | Oberpullendorf      | 855         |
| Podersdorf am See               | Neusiedl am See     | 2 078       |
| Pöttelsdorf                     | Mattersburg         | 691         |
| Pöttsching                      | Mattersburg         | 2 904       |
| Potzneusiedl                    | Neusiedl am See     | 506         |
| Purbach am Neusiedler See       | Eisenstadt-Umgebung | 2 726       |
| Raiding                         | Oberpullendorf      | 836         |
| Rauchwart                       | Güssing             | 450         |
| Rechnitz                        | Oberwart            | 3 098       |
| Riedlingsdorf                   | Oberwart            | 1 663       |
| Ritzing                         | Oberpullendorf      | 912         |
| Rohr im Burgenland              | Güssing             | 398         |
| Rohrbach bei Mattersburg        | Mattersburg         | 2 721       |
| Rotenturm an der Pinka          | Oberwart            | 1 434       |
| Rudersdorf                      | Jennersdorf         | 2 171       |
| Rust                            | Città statutaria    | 1 893       |
| Sankt Andrä am Zicksee          | Neusiedl am See     | 1 367       |
| Sankt Margarethen im Burgenland | Eisenstadt-Umgebung | 2 732       |
| Sankt Martin an der Raab        | Jennersdorf         | 2 053       |
| Sankt Michael im Burgenland     | Güssing             | 1 027       |
| Schachendorf                    | Oberwart            | 767         |
| Schandorf                       | Oberwart            | 299         |
| Schattendorf                    | Mattersburg         | 2 400       |
| Schützen am Gebirge             | Eisenstadt-Umgebung | 1 427       |
| Siegendorf                      | Eisenstadt-Umgebung | 2 902       |
| Sieggraben                      | Mattersburg         | 1 279       |
| Sigleß                          | Mattersburg         | 1 135       |
| Stadtschlaining                 | Oberwart            | 2 064       |
| Stegersbach                     | Güssing             | 2 524       |
| Steinberg-Dörfl                 | Oberpullendorf      | 1 258       |
| Steinbrunn                      | Eisenstadt-Umgebung | 2 320       |
| Stinatz                         | Güssing             | 1 353       |
| Stoob                           | Oberpullendorf      | 1 432       |
| Stotzing                        | Eisenstadt-Umgebung | 800         |
| Strem                           | Güssing             | 942         |
| Tadten                          | Neusiedl am See     | 1 255       |
| Tobaj                           | Güssing             | 1 391       |
| Trausdorf an der Wulka          | Eisenstadt-Umgebung | 1 883       |
| Tschanigraben                   | Güssing             | 68          |
| Unterfrauenhaid                 | Oberpullendorf      | 664         |
| Unterkohlstätten                | Oberwart            | 1 032       |
| Unterrabnitz-Schwendgraben      | Oberpullendorf      | 659         |
| Unterwart                       | Oberwart            | 929         |
| Wallern im Burgenland           | Neusiedl am See     | 1 814       |
| Weichselbaum                    | Jennersdorf         | 732         |
| Weiden am See                   | Neusiedl am See     | 2 241       |
| Weiden bei Rechnitz             | Oberwart            | 847         |
| Weingraben                      | Oberpullendorf      | 370         |
| Weppersdorf                     | Oberpullendorf      | 1 837       |
| Wiesen                          | Mattersburg         | 2 799       |
| Wiesfleck                       | Oberwart            | 1 100       |
| Wimpassing an der Leitha        | Eisenstadt-Umgebung | 1 236       |
| Winden am See                   | Neusiedl am See     | 1 283       |
| Wolfau                          | Oberwart            | 1 397       |
| Wörterberg                      | Güssing             | 496         |
| Wulkaprodersdorf                | Eisenstadt-Umgebung | 1 883       |
| Zagersdorf                      | Eisenstadt-Umgebung | 967         |
| Zemendorf-Stöttera              | Mattersburg         | 1 297       |
| Zillingtal                      | Eisenstadt-Umgebung | 916         |
| Zurndorf                        | Neusiedl am See     | 2 039       |